# Cavernães
Cavernães is een plaats (freguesia) in de Portugese gemeente Viseu en telt 1471 inwoners (2001).